# Prospero talosii
Prospero talosii là một loài thực vật có hoa trong họ Măng tây. Loài này được (Tzanoud. & Kypr.) Speta miêu tả khoa học đầu tiên năm 1998.